# Gemeentedecreet
Het gemeentedecreet is het decreet van 15 juli 2005 van het Vlaams Parlement dat de werking van de 308 gemeenten in het Vlaams Gewest regelt. Op 1 januari 2019 werd het opgevolgd door het Decreet Lokaal Bestuur.

## Bevoegdheid
De bevoegdheid om de organisatie van gemeenten en de provincies te regelen, is in België sinds 1 januari 2002 overgedragen aan de gewesten (Lambermontakkoord).  Dat betekent dat Vlaanderen en Wallonië voortaan de werking regelen van elk vijf provincies en respectievelijk 308 en 262 gemeenten.  Het Brussels Hoofdstedelijk Gewest heeft zelf de provinciebevoegdheden en de organieke bevoegdheid over de 19 Brusselse gemeenten. 
De gewesten kunnen dus de oude "Belgische" gemeentewet (verwarrend genoeg "Nieuwe Gemeentewet" genaamd) grotendeels vervangen door hun eigen wetgeving.  Het Vlaamse Parlement keurde op 6 juli 2005 het (Vlaamse) gemeentedecreet goed. Dat gemeentedecreet werd bekrachtigd op 15 juli 2005. Het merendeel van de artikelen van dit decreet is in werking getreden op 1 januari 2007, bij de start van de legislatuur 2007-2012.
Een afzonderlijk decreet, het Provinciedecreet, regelt de werking van de vijf Vlaamse provincies. Er is ook een afzonderlijk OCMW-decreet en een decreet dat de intergemeentelijke samenwerking regelt. Onder de regering-Bourgeois is er echter in 2017 een Decreet Lokaal Bestuur gekomen, ter vervanging van het gemeentedecreet, het OCMW-decreet en het decreet intergemeentelijke samenwerking.

## Inhoud
- Titel I: Algemene bepalingen
- Titel II: Het gemeentebestuur
  - De organisatie, werking en bevoegdheden van de gemeenteraad
  - De inrichting, werking en bevoegdheden van het college van burgemeester en schepenen
  - De benoeming en bevoegdheden van de burgemeester
  - De rechtspositie, tucht, aansprakelijkheid en de Mandatendatabank
  - De gemeentelijke diensten: de gemeentesecretaris, de adjunct-gemeentesecretaris, de financieel beheerder en het managementteam
- Titel III: Personeel
- Titel IV: Planning en financieel beheer
  - Strategische meerjarenplanning
  - Het budget
  - Uitvoering van het budget, budgethouderschap en beheer van de middelen
  - Boekhouding, financiële rapportering en kascontrole
  - Inventaris, jaarrekening en kwijting
- Titel V: Bepalingen over de werking van de gemeente
  - Akten van de gemeente
  - Goederen van de gemeente (inclusief gemeentewegen)
  - Optreden in rechte
  - Deelname van de gemeenten aan rechtspersonen
  - Contracten tussen gemeenten
- Titel VI: Participatie van de burger
  - Klachtenbehandeling (eventueel via een ombudsdienst)
  - Inspraak (raden en overlegstructuren)
  - Voorstellen van burgers (minimumaantal ondertekeningen vereist; wordt op agenda van gemeenteraad geplaatst)
  - Verzoekschriften (kan individueel; wordt behandeld door andere organen zoals het schepencollege of een gemeenteraadscommissie)
  - De gemeentelijke volksraadpleging
- Titel VII: De gemeentelijke verzelfstandigde agentschappen
  - De gemeentelijke intern verzelfstandigde agentschappen (IVA)
  - De gemeentelijke extern verzelfstandigde agentschappen (EVA)
    - Het autonoom gemeentebedrijf
    - Het gemeentelijke extern verzelfstandigd agentschap in privaatrechtelijke vorm (EVA privaat)
    - Het autonoom gemeentelijk havenbedrijf (havenbedrijven in de zin van het Havendecreet van 2 maart 1999)
- Titel VIII: Bestuurlijk toezicht en externe audit
  - Bestuurlijk toezicht door de Vlaamse Regering en de provinciegouverneurs (inclusief hoe dit van toepassing is op politiezones en hulpverleningszones)
  - Externe audit (uitgevoerd door het agentschap Audit Vlaanderen)
- Titel IX: Samenwerking met het OCMW
- Titel X: De districten (de binnengemeentelijke territoriale organen, bedoeld in artikel 41 van de Grondwet)
- Titel XI: Diverse bepalingen
  - Schrijfwijze van de naam van de gemeente: bepaald door de Vlaamse Regering
  - Samenvoeging en splitsing van gemeenten
- Titel XII: Slotbepalingen
  - Wijzigings- en opheffingsbepalingen, overgangsbepalingen en inwerkingtreding

## Aanpassing na regionalisering
Een van de grote bekommernissen bij het tot stand komen van het gemeentedecreet was zo veel als mogelijk de autonomie van de gemeenten te respecteren. In het gemeentedecreet - dat een kaderdecreet is - wordt het principe gehanteerd dat de gemeentebesturen de verantwoordelijkheid voor het organiseren en het financieren van het democratisch bestuur zoveel als mogelijk zelf moeten dragen.
De Vlaamse minister bevoegd voor binnenlandse aangelegenheden somde de voornaamste vernieuwingen op:
- de voorzitter van het OCMW is lid van het college van burgemeester en schepenen (verplicht vanaf 2013)
- de samenstelling van de OCMW-raad wordt vervroegd van april naar januari (na de gemeenteraadsverkiezingen)
- de gemeenten bepalen zelf het aantal schepenen, het decreet legt enkel een maximum vast
- de gemeenteraad kiest onder zijn leden een voorzitter; dat kan de burgemeester, een schepen of een raadslid zijn
- in de akte van voordracht van de burgemeester en de schepenen kan de einddatum van hun mandaat en de naam van de opvolger vermeld worden
- de mogelijkheid om contractuele werknemers in dienst te nemen wordt verruimd
- de gemeenten krijgen meer bevoegdheid over hun personeelsbeleid
- er komt een ruimere mogelijkheid tot delegatie
- ook budgethouderschap is mogelijk
- een gewestelijke auditcommissie doet de audit van de gemeenten
- een ruimere mogelijkheid tot participatie van de burger, waaronder een klachtenbehandeling en het verzoekschrift
- de gemeenteontvanger wordt een financieel beheerder
- een administratief rechtscollege neemt de rol van de (bestendige) deputatie van de provincie over, onder meer bij betwistingen over de verkiezingen.

Er waren ook vergevorderde plannen om de burgemeester rechtstreeks te laten verkiezen, maar daar is uiteindelijk geen meerderheid voor gevonden.
Het decreet regelt ook het verzoekschrift op gemeentelijk niveau. In 2004 schreef parlementslid Dirk Holemans hiervoor een voorstel van decreet. Alhoewel dit recht vermeld werd in de grondwet, bleef het tot 1 januari 2007 voor de burger onmogelijk om er ten aanzien van de gemeenteraad gebruik van te maken.

## Onbestuurbaarheid
Na de gemeenteraadsverkiezingen wordt het college van burgemeester en schepenen gevormd, dat in principe voor een periode van zes jaar verkozen is. Door het wijzigingsdecreet van 29 juni 2012 bestaat er sinds de legislatuur die op 1 januari 2013 begon, een "procedure tot herstel van de bestuurbaarheid" (art. 47bis van het gemeentedecreet).
Wanneer de gemeenteraad bij gewone meerderheid de structurele onbestuurbaarheid vaststelt, brengt die de Vlaamse Regering daarvan op de hoogte. De gouverneur krijgt van de Vlaamse Regering een bemiddelingsopdracht. Als de Vlaamse Regering vaststelt dat deze bemiddeling de onbestuurbaarheid niet oplost, brengt ze de gemeenteraad daarvan op de hoogte. In dat geval kan de gemeenteraad vervolgens de procedure starten voor de aanstelling van een nieuw college van burgemeester en schepenen. Na het ontslag van de burgemeester door de Vlaamse Regering, dragen de gemeenteraadsleden ook een nieuwe burgemeester voor. De beslissing kan per gemeente maar één keer per legislatuur genomen worden.
Sinds deze procedure mogelijk is, is ze al vaak gebruikt. In september 2013 werd deze in Turnhout voor de eerste keer toegepast. In 2014 volgden de gemeenten Putte, Denderleeuw, Borgloon en Tienen. Ook in andere gemeenten wordt of werd gedreigd met deze procedure.